# Formica venosa
Formica venosa är en myrart som beskrevs av Gmelin 1790. Formica venosa ingår i släktet Formica och familjen myror. Inga underarter finns listade i Catalogue of Life.